# Caroline Herschel

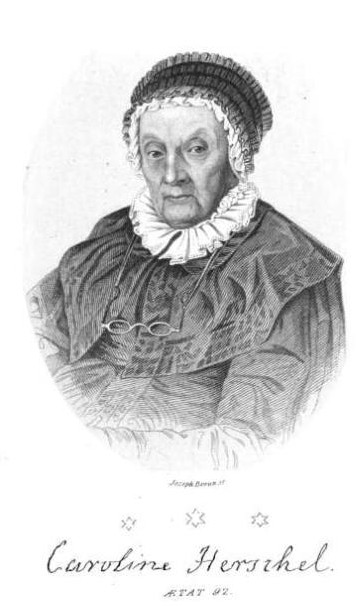
Caroline Herschel vid 92 års ålder.

Caroline Lucretia Herschel, född 16 mars 1750 i Hannover, död 9 januari 1848, var en tysk-brittisk astronom. Hon var syster till astronomen William Herschel, med vilken hon samarbetade under hela sin karriär. Hennes mest kända bidrag till astronomin är upptäckten av ett flertal kometer, speciellt den periodiska kometen 35P/Herschel-Rigollet som kom att bära hennes namn.
Hon var den första kvinna som fick avlöning för sitt bidrag till vetenskapen. Herschel fick motta Royal Astronomical Societys guldmedalj (1828) och tillsammans med Mary Somerville utnämndes hon till hedersmedlem i Royal Astronomical Society (1835). Dessutom utnämndes hon 1838 till hedersmedlem i Royal Irish Academy. Den preussiska kungen Fredrik Vilhelm IV gav henne en guldmedalj för vetenskaplig forskning samma dag som hon fyllde 96 år 1846.

## Biografi
Caroline Lucretia Herschel föddes i Hannover den 16 mars 1750. Hon var det åttonde barnet och fjärde dottern till Isaac Herschel och Anna Ilse Moritzen. Isaac var militär orkesterledare och hans regemente var under långa perioder borta på övningar. Hans hälsa blev allt sämre efter att han deltagit i slaget vid Dettingen 1743.
Vid tio års ålder drabbades Caroline av tyfus och stannade i växten. Detta gjorde att hon aldrig blev längre än 140 cm. Hennes familj antog att hon aldrig skulle bli gift och därför ansåg hennes mor att det var bäst att lära upp henne till hushållerska eller någon form av praktiskt yrke, som modist eller sömmerska, så att hon så småningom skulle kunna försörja sig själv. Hennes far hade önskat att hon istället skulle ha fått en formell teoretisk utbildning, men detta satte modern stopp för. Emellertid passade fadern på att låta Caroline delta i sina bröders lektioner eller att få hemundervisning när modern var bortrest.
Efter faderns bortgång föreslog brodern William att hon skulle följa med honom till Bath i England för att se om det inte skulle vara möjligt för henne att bli sångerska och delta i hans vinterkonserter. Caroline lämnade Hannover den 16 augusti 1772 och följde med sin bror till England. Hon tog på sig att sköta hans hushåll och lärde sig sjunga. Brodern William hade etablerat sig som organist och musiklärare på 19 New King Street i Bath, där Herschel Museum of Astronomy finns idag. William var även körledare vid Octagon Chapel och han var ständigt upptagen med att organisera sina konserter. Caroline fick varje dag ett flertal sånglektioner av sin bror och hon kom att bli solist vid hans konserter och blev så berömd att hon slutligen erbjöds anställning vid Birmingham-festivalen. Hon tackade dock nej att sjunga för någon annan dirigent än brodern. Trots hennes popularitet som sångerska verkar det som att Caroline inte direkt lyckades skaffa sig mer än ett fåtal vänner och hon kom aldrig riktigt in i samhället.
När Williams intresse för astronomin stegrade kom han att byta karriär från musiker till astronom fick han uppbackning av Caroline. I sina memoarer kommenterar hon detta, aningen bittert, med att hon endast hade gjort det hennes bror hade kommenderat henne att göra, precis som en väldresserad valp hade gjort. Det står däremot klart att hennes intresse för astronomi var äkta, med tanke på det självständiga arbete hon bedrev inom astronomiforskningen även efter broderns bortgång, och med tanke på de brev som finns bevarade av henne. Hon kom att bli en framstående astronom av egen kraft som en följd av samarbetet med honom.
Återkommande i hennes arbeten nämner hon att hon förtjänar att själv uppbära lön för det arbete hon utför, så att hon skulle kunna försörja sig själv. När staten så småningom börjar avlöna henne som assistent till brodern blev hon den första kvinnan att avlönas för vetenskapligt arbete, något som endast få män dittills hade blivit.
När William 1788 gifte sig med en rik änka, Mary Pitt (född Baldwin), uppstod en spänning i syskonrelationen. Caroline beskrevs som en bitter, svartsjuk kvinna som dyrkade sin bror och inte accepterade att någon invaderade deras sfär. I boken The Age of Wonder beskriver Richard Holmes Carolines situation på ett betydligt mer sympatiskt sätt och påpekar att förändringarna som uppstod i samband med broderns giftermål till stor del påverkade Carolines liv negativt. I och med att Williams hustru flyttade in förlorade Caroline kontrollen över hushållet. Hon kom att flytta ut från huset till en annan bostad och återvände varje dag för sitt arbete med brodern. Hon fick inte längre ha nycklar till observatoriet och arbetsrummet där hon hade utfört merparten av det egna självständiga vetenskapliga arbetet.
Eftersom Caroline förstörde merparten av sina dagböcker från 1788 till 1798 finns det knappt några belägg för hennes egna tankar kring den här perioden. Barthélemy Faujas de Saint-Fond menade att hon och brodern alltjämt fortsatte att jobba bra tillsammans och när brodern och hans familj var på resande fot tog hon hand om hemmet åt dem. Senare i livet utväxlande hon och Lady Herschel kärleksfulla brev med varann och hon blev mycket förtjust i sin brorson, astronomen John Herschel.
Williams äktenskap ledde till att Caroline blev alltmer självständig och kunde ta plats inom astronomin i egen kraft. Hon gjorde ett flertal upptäckter på egen hand och fortsatte ensam att arbeta på många astronomiprojekt som bidrog till hennes berömmelse.
Efter broderns död återvände hon till Hannover, tyngd av sorg. Caroline Herschel dog i Hannover den 9 januari 1848 och begravdes på kyrkogården Gartengemeinde.

## Astronomiska arbeten

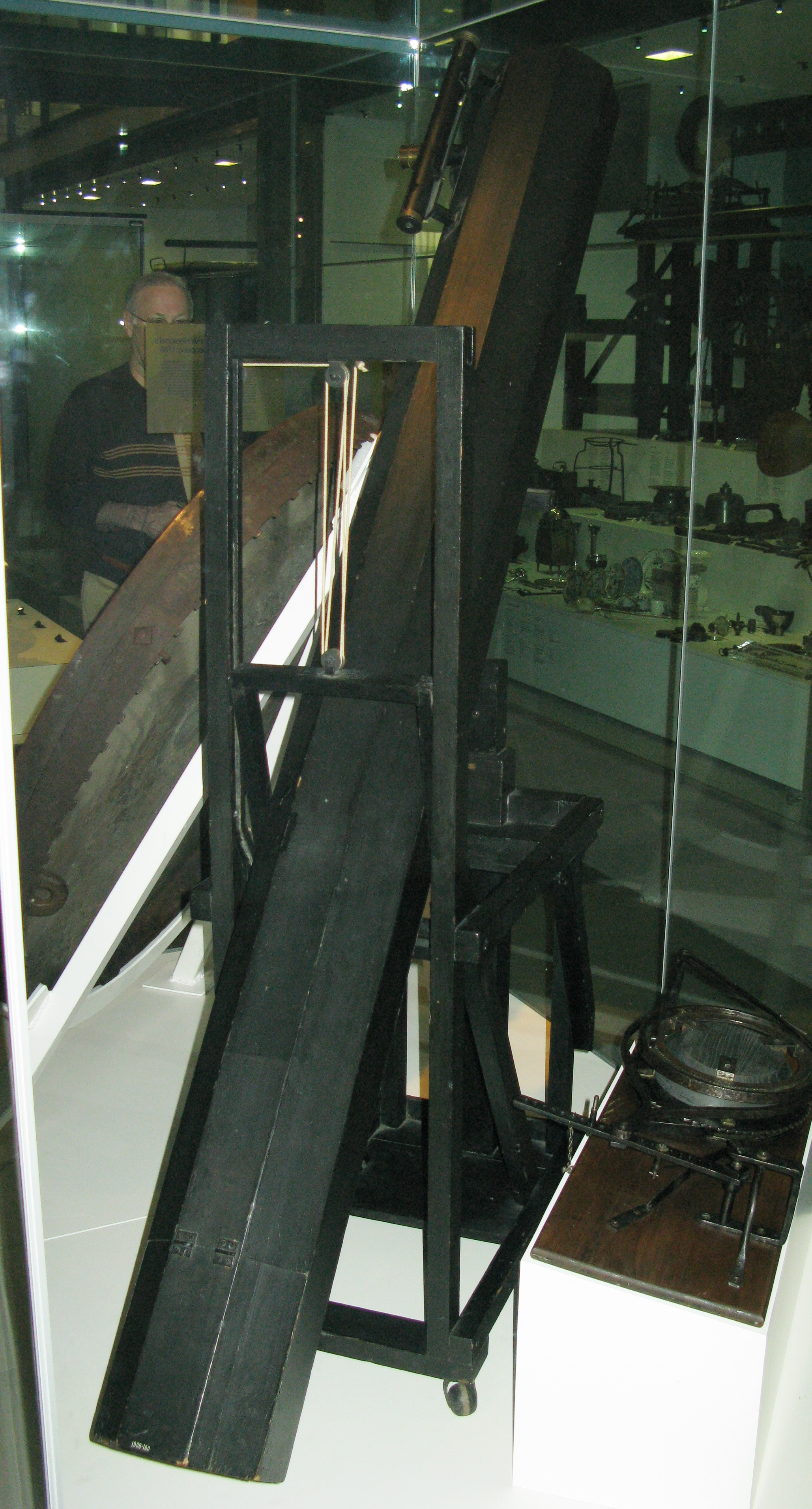
Ett teleskop som William Herschel gjorde till sin syster Caroline 1795.

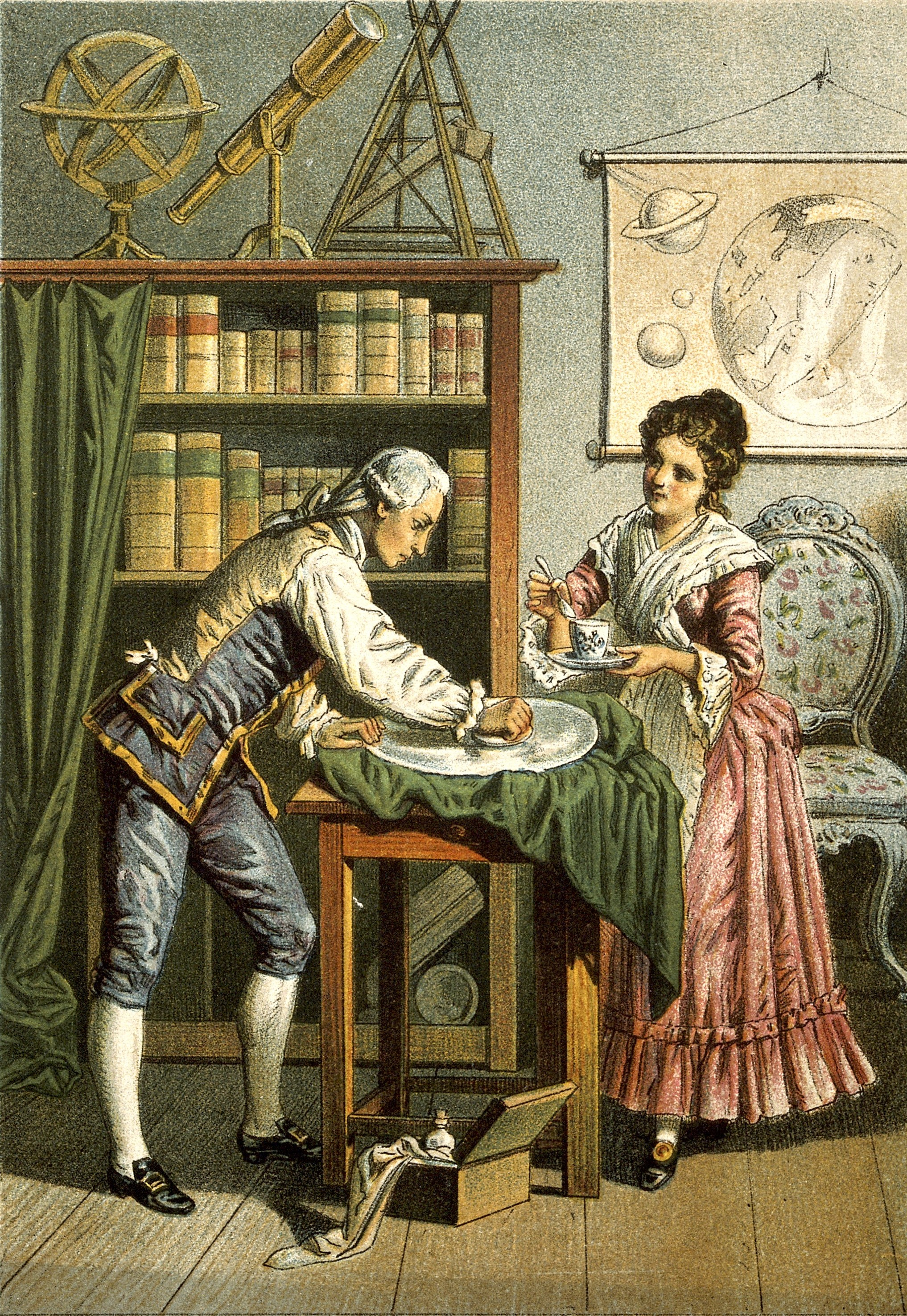
William och Caroline Herschel polerar en teleskoplins, litografi från 1896.

Williams intresse för astronomi började som en hobby för att fördriva tiden under sömnlösa nätter. Vid frukosten kunde han ge en improviserad föreläsning om vad han hade observerat under natten. Caroline rycktes med och började även hon ägna sig åt astronomi. Medan William gjorde sig känd för sitt arbete med högprestandateleskop bistod hon honom i detta arbete. Caroline ägnade timmar åt att putsa och polera speglar och montera teleskop så att de kunde maximera ljusinsläppet från natthimlen.  Hon lärde sig kopiera astronomiska datakataloger och andra publikationer som brodern hade lånat och hon lärde sig även att journalföra data och sin brors observationer. Hon menade att detta arbete krävde hastighet, precision och noggrannhet.
1782 antog William erbjudandet om att bli hovastronom hos Georg III och flyttade till Datchet och därefter till observatoriet nära Slough. Jobbet visade sig vara både en välsignelse och en förbannelse på samma gång. Trots att han nu fick gott om tid över till att göra egna observationer så sjönk hans inkomst avsevärt, och han kunde när som helst kallas till kungen för att bidra till underhållningen. Under den här tiden passade William på att förfina sitt teleskopbyggande och kom att bygga allt större teleskop med bättre precision. Caroline fortsatte som hans ständiga assistent i hans arbete och biträdde honom i såväl observationer som i de matematiska beräkningar som krävdes för att använda utrustningen.
På Williams förslag började Caroline göra egna observationer 1782. Fritiden ägnade hon åt studera himlen med hjälp av ett Newton-teleskop och detta ledde till upptäckten av ett antal astronomiska objekt under perioden 1783-87, inklusive den kanske mest kända upptäckten av M110 (NGC 205), den andre följeslagaren till Andromeda-galaxen. Mellan 1786 och 1797 upptäckte hon åtta kometer. Den första upptäckte hon 1 augusti 1786 och år 1795 återupptäckte hon Enckes komet.
År 1787 fick Caroline en årlig lön på 50 pund (motsvarande 5700 pund år 2016) av kung Georg III för sitt arbete som Williams assistent.
1797 hade Williams observationer visat att det fanns ett flertal diskrepanser i den stjärnkatalog som hade publicerats av John Flamsteed. Katalogen var svår att använda då den hade tryckts i två volymer, själva katalogen i en och originalobservationerna i en annan. William insåg att det behövdes en korsreferens för att man på ett korrekt sätt skulle kunna utforska dessa diskrepanser, men han ville ogärna lägga tid på detta då andra astronomiska aktiviteter var mer lockande. Han rekommenderade Caroline att hon tog sig an uppgiften. Detta resulterade i ”Catalogue of Stars” som publicerades av Royal Society 1798 och som innehöll samtliga Flamsteeds observationer, en erratalista och en lista med 560 stjärnor som inte tidigare hade tagits med.
Caroline återvände till Hannover 1822 efter det att brodern hade avlidit. Där fortsatte hon att studera astronomi för att kunna verifiera och bekräfta Williams upptäckter och för att producera en katalog över nebulosor för att hjälpa sin brorson John Herschel med hans arbete.

## Utmärkelser
Herschel tilldelades 1828 en guldmedalj från Astronomical Society med kommentaren "for her recent reduction, to January, 1800, of the [2,500] Nebulæ; discovered by her illustrious brother, which may be considered as the completion of a series of exertions probably unparalleled either in magnitude or importance in the annals of astronomical labour." Detta arbete färdigställde hon efter broderns död och hennes återflytt till Hannover. Det dröjde ända till 1996 innan en kvinna fick denna guldmedalj igen, då den tilldelades Vera Rubin.
Royal Astronomical Society valde 1835 in henne som hedersmedlem tillsammans med Mary Somerville. De var de första kvinnorna i sällskapet. 1838 meddelade hovastronomen Sir William Hamilton att hon även hade valts till hedersmedlem av Royal Irish Academy i Dublin. År 1846, när hon fyllde 96 år, tilldelades hon en guldmedalj för vetenskap av kung Fredrik Vilhelm IV av Preussen. Den frambars till henne av Alexander von Humboldt med orden "in recognition of the valuable services rendered to Astronomy by you, as the fellow-worker of your immortal brother, Sir William Herschel, by discoveries, observations, and laborious calculations".
Asteroiden 281 Lucretia (upptäckt 1888) är uppkallad efter Carolines andranamn och C. Herschel-kratern på månen bär hennes namn. Adrienne Richs dikt Planetarium från 1968 hyllar Caroline Herschels liv och vetenskapliga framgångar. Konstverket The Dinner Party har en dukad plats för Caroline Herschel.